# Liliána Szilágyi
Liliána Szilágyi (Budapeste, 19 de novembro de 1996) é uma nadadora húngara, especialista em provas de borboleta.
Obteve duas medalhas, ouro e prata, nas provas de 100 m e 200 m borboleta no Campeonato Europeu Júnior de Natação de 2012 em Antuérpia, na Bélgica. Competiu representando a Hungria na natação nos Jogos Olímpicos de Verão de 2016 no Rio de Janeiro, Brasil.